# 1984 (アルバム)
『1984』は、ヴァン・ヘイレンが1984年に発表したアルバム。通算6作目。アルバム・ジャケットでは、ローマ数字でMCMLXXXIVと記載されている。本作を最後に、初代ヴォーカリストのデイヴィッド・リー・ロスが一度脱退した。

## 解説
エドワード・ヴァン・ヘイレンがキーボードを多用し、「ジャンプ」ではギター・ソロとキーボード・ソロの両方をエディが演奏した。「1984」は、キーボード演奏によるインストゥルメンタルで、「ウェイト」もキーボード中心のバッキングとなっている。
発売から2か月で100万枚を突破し、Billboard 200では、マイケル・ジャクソンの『スリラー』に次ぐ、自身最高位の2位を記録。最終的には1,000万枚以上を売り上げ、ダイアモンド・ディスクに認定された。
第1弾シングル「ジャンプ」は、自身初のBillboard Hot 100における1位獲得曲となった。他に「ウェイト」（全米13位）、「パナマ」（全米13位）、「ホット・フォー・ティーチャー」（全米56位）もシングル・ヒット。

## 収録曲
特記なき楽曲はメンバー4人の共作。
1. 1984 - "1984" - 1:07
2. ジャンプ - "Jump" - 4:04
3. パナマ - "Panama" - 3:32
4. トップ・ジミー - "Top Jimmy" - 3:00
5. ドロップ・デッド・レッグス - "Drop Dead Legs" - 4:14
6. ホット・フォー・ティーチャー - "Hot for Teacher" - 4:44
7. ウェイト - "I'll Wait" (Edward Van Halen, Alex Van Halen, Michael Anthony, David Lee Roth, Michael McDonald) - 4:45
8. ガール・ゴーン・バッド - "Girl Gone Bad" - 4:35
9. ハウス・オブ・ペイン - "House of Pain" - 3:19

## 参加ミュージシャン
- デイヴィッド・リー・ロス - ボーカル
- エドワード・ヴァン・ヘイレン - ギター、キーボード
- マイケル・アンソニー - ベース
- アレックス・ヴァン・ヘイレン - ドラムス